# 傑克斯角 (亞利桑那州)
傑克斯角（英語：Jakes Corner）是位於美國亞利桑那州希拉縣的一個人口普查指定地區。根據2010年美國人口普查，該地共人口500人，而該地的面積約為3.68平方千米。

## 地理
傑克斯角的座標為34°00′38″N 111°19′09″W / 34.01056°N 111.31917°W，而該地最高點為海拔高度853米（即2800英尺）。